# Toorale-Nationalpark
Der 308,66 km² große Toorale-Nationalpark (englisch: Toorale National Park) liegt etwa 80 Kilometer südwestlich von Bourke im Nordwesten von New South Wales, Australien. An den Nationalpark schließt sich nordwestlich die 543,85 km² große Toorale State Conservation Area an. Erreicht werden kann der Nationalpark über die Toorale Road. Unweit südöstlich des Toorale-Nationalparks liegt der Gundabooka-Nationalpark.

## Landschaft
Durch den Nationalpark mäandert der Darling River und bildet dabei saisonal große Überschwemmungsgebiete, die anschließend wieder trockenfallen. Im Nationalpark mündet der Warrego River in den Darling River.
Auf dem Gebiet des Nationalparks graste früher eine der größten Schafherden der Welt. Ein Überbleibsel dieser Zeit ist die Toorale Homestead, eine Schafzuchtstation, die 1857 gegründet und 2008 vom Staat gekauft wurde.

## Flora und Fauna
An den Ufern des Darling River wachsen Bäume des Roten Eukalyptus. Eucalyptus-populnea-Bäume wachsen in saisonal überfluteten Gebieten.
In den Trockengebieten haben sich  Kasuarinen-, Seifenbaum- und Rautengewächse verbreitet. Auf den steinigen Flächen im Park wachsen Seifenbaumgewächse, dort gedeihen auch kleinflächig Kreuzdorngewächse. Im Westen des Parks gibt es Wälder mit Kreuzdorngewächsen und es wachsen dort Bäume des Eucalyptus intertexta.
216 einheimische Tiere wurden gezählt. Darunter gibt es 15 gefährdete Vogelarten wie Wammentrappe, Kläfferkauz, Schwarzkinn-Ruderente, Grauseitenschnäbler, Rußbauchsäbler, Australia-Zwergadler, Australische Bunt-Goldschnepfe, Inkakakadu, Rabenkakadu, Sandhuscher, Fleckenweihe, Weißgesicht-Trugschmätzer, Kräuselscharbe und die Fledermaus Saccolaimus flaviventris.
Auch Wandervögel rasten im Nationalpark. In den Feuchtgebieten im Mündungsgebiet von Darling und Warrego River, werden Ibisse, Pelikane und Brolgas beobachtet. Ferner gibt es dort die sogenannten Murray River Turtles (Emydura macquarii).

## Tourismus
Parkbesucher kommen meist zur Vogelbeobachtung. In der Nähe der Toorale Station beginnt ein Wanderweg, und es gibt einen Aussichtspunkt, ein schattiges Gebiet zum Picknick und einen Campingplatz. Im Park gibt es mehrere Wanderwege. Der Nationalpark kann auf dem 41 Kilometer langen Darling River Drive mit allradangetriebenen Fahrzeugen befahren werden.

## Aborigines
Der Nationalpark ist ein traditionell angestammtes Gebiet der Aborigines der Kurnu-Baakandji. Das Gebiet westlich des Waregoo River wird von einem Local Aboriginal Council verwaltet. Es gibt mehr als 500 für die Aborigines bedeutende historische Orte. Es sind dies Bäume, Steinbrüche, bearbeitete Steine, Beerdigungsritual-Artefakte, Lagerplätze mit Feuerstellen und Muschel- und Schneckenansammlungen.